# Labeo baldasseronii
Labeo baldasseronii är en fiskart som beskrevs av Di Caporiacco, 1948. Labeo baldasseronii ingår i släktet Labeo och familjen karpfiskar. Inga underarter finns listade i Catalogue of Life.